# TV4-nyheterna Jönköping
TV4-nyheterna Jönköping var en lokal TV-station som gav lokalnyheter för befolkningen i Jönköpings län. Korta nyhetssändningar sändes vardagsmorgnar varje halvslag i Nyhetsmorgon samt i 19.00-sändningen och 22.30 på måndag-torsdagar. Sändningen skedde från Malmö.